# Cristian Brocchi
Cristian Brocchi (n. 30 de enero de 1976 en Milán) es un entrenador y exfutbolista italiano. Actualmente es el entrenador del Vicenza. Su último equipo como jugador fue la S. S. Lazio de la Serie A de Italia. 
Inició su carrera en los juveniles del AC Milan, siendo cedido en préstamos a los clubes Pro Sesto y Lumezzane en sus primeros años. En 1998, Brocchi fue transferido al Hellas Verona de la Serie B. Brocchi siguió en el club cuando ascendió a la Serie A. Luego de un año en la Serie A, fue contratado por el Inter de Milán en el año 2000. En el verano de 2001, regresó al AC Milan en el intercambio con Andrés Guglielminpietro, quien fue a jugar al Inter de Milán. En el AC Milan, Brocchi tuvo que competir por un lugar en el equipo con jugadores como Fernando Redondo, Gennaro Gattuso, Andrea Pirlo, Clarence Seedorf, etc. No jugó más de 15 partidos durante el año, casi siempre de sustituto. Brocchi fue cedido en préstamo a la Fiorentina en julio de 2005, regresando al AC Milan al final de la temporada. El 28 de agosto de 2008, el club A.C. Milan Informa en su página web que Brocchi es traspasado a la S.S. Lazio por una cifra no revelada. En el equipo de la capital jugaría sus últimos años como profesional, hasta que colgó las botas en 2013.
Brocchi tiene otros intereses fuera del fútbol. Abrió un café en Milán con su compañero de equipo Christian Abbiati, y ha iniciado su propia línea de ropa (Baci & Abbracci) con su gran amigo y futbolista Christian Vieri y con la modelo Alena Šeredová.
Hizo su debut con la selección de fútbol de Italia en un partido amistoso contra Turquía el 15 de noviembre de 2006.

## Trayectoria

### Como jugador
| Club           | País   | Año       |
| -------------- | ------ | --------- |
| AC Milan       | Italia | 1994-1998 |
| Hellas Verona  | Italia | 1998-2000 |
| Inter de Milán | Italia | 2000-2001 |
| AC Milan       | Italia | 2001-2008 |
| Lazio          | Italia | 2008-2013 |

### Como entrenador
| Club                       | País   | Año       |
| -------------------------- | ------ | --------- |
| AC Milan (inferiores)      | Italia | 2014-2016 |
| AC Milan                   | Italia | 2016      |
| Brescia                    | Italia | 2016-2017 |
| Jiangsu Suning (asistente) | China  | 2017-2018 |
| AC Monza                   | Italia | 2018-2021 |
| Vicenza                    | Italia | 2021-2022 |

## Palmarés
| Título                       | Club*    | País   | Año  |
| ---------------------------- | -------- | ------ | ---- |
| Copa de Italia               | AC Milan | Italia | 2003 |
| Liga de Campeones de la UEFA | AC Milan | Italia | 2003 |
| Supercopa de Europa          | AC Milan | Italia | 2003 |
| Serie A                      | AC Milan | Italia | 2004 |
| Liga de Campeones de la UEFA | AC Milan | Italia | 2007 |
| Copa Mundial de Clubes       | AC Milan | Italia | 2007 |
| Supercopa de Europa          | AC Milan | Italia | 2007 |